# Outernet Inc
Das Outernet ist ein vom gleichnamigen Kommunikationsunternehmen entwickeltes Konzept, welches frei zugänglich Daten aus dem Internet über geostationäre Satelliten zurück zur Erdoberfläche sendet. Damit soll für Regionen ohne Internetanbindung oder während akuten Krisen der Zugang zu unzensierten Informationen gewährleistet bleiben. Hinter dem Outernet-Projekt steht die 501(c)(3)-Organisation Media Development Investment Fund (MDIF). Hauptgeldgeber ist George Soros.
Bis Mitte Dezember 2017 (Stand: Februar 2018) wurde über drei Inmarsat-Satelliten im L-Band gesendet. Künftig soll wieder im preislich günstigeren Ku-Band gesendet werden.

## Geschichte
Die ersten öffentlichen Ausstrahlungen fanden ab dem 11. August 2014 statt. Zunächst nutzte das System das Ku-Band, so dass vorhandene Fernsehantennen genutzt werden konnten. Danach wurden bis zu 20 MB täglich über das L-Band gesendet. Dieser Dienst wurde aus Kostengründen am 16. Dezember 2017 ebenfalls eingestellt.

## Downlink
Der Empfang war bis Dezember 2017 mit einfachen Einplatinen-Computern und DVB-T-Sticks möglich. Die Software stellte zusätzlich einen WLAN-Hotspot bereit, der über einen enthaltenen Webserver die Darstellung der empfangenen Daten ermöglicht. Der Downlink bedient auch den APRS-Dienst für Funkamateure.
Ein Empfänger mit dem Produktnamen „Lantern“ wird durch Outernet seit mehreren Jahren entwickelt, ohne dass ein fertiges Produkt bisher verfügbar wäre. Dieses Gerät soll ein autarker, wetterfester, solarbetriebener Satellitenempfänger werden, der zudem einen WLAN-Hotspot bereitstellt. Damit soll auf öffentlichen Plätzen, Schulen o. ä. Zugriff auf die empfangenen Medieninhalte möglich sein. Outernet stellte bisher auch die Anleitung zum Selbstbau eines Empfängers sowie Teile und Bausätze bereit. Diese Hardware ist jetzt nicht mehr verfügbar. Es wird auf Version 3.0, genannt Dreamcatcher, umgestellt. Dies bedeutet einen radikalen Einschnitt in das Gesamtkonzept und hat viele Anhänger verprellt. 
Es gibt ein Forum für einschlägige Erfahrungen der Nutzer.

## Uplink
In sehr beschränktem Maße (10 kB pro Datei) konnten früher auch Daten durch die Nutzer über ein Upload-Portal an den Dienst geschickt werden. Dieser Service wurde eingestellt. 
Nach einem konzeptionellen Redesign soll nun mit Hilfe des störsichereren Long Range Wide Area Network ein neuer Downlink etabliert werden, welcher Empfang mit einem LNB auch ohne eine Satellitenschüssel ermöglicht. Das zugehörige Hardwareprodukt befindet sich in der Entwicklung.

## Zielsetzung
Outernet gab bisher folgende Ziele an:
- Zensurfreie Information für Bildung
- Übermittlung von Informationen bei Katastrophen und Unglücksfällen.

Die Informationen sollten ein Mix sein, bestehend aus Nachrichten, Wetterinformationen und -vorhersagen, Bauanleitungen für die Landwirtschaft und andere. Zudem soll Open-Source-Lehrmaterial verbreitet werden.